# Trasporto rapido di Hiroshima
Trasporto rapido di Hiroshima (広島高速交通株式会社?, Hiroshima Kosoku Kotsu Kabushiki-gaisha, Hiroshima Rapid Transit Co., Ltd.) è un operatore ferroviario che gestisce la linea Astram, una linea di trasporto passeggeri automatizzato (AGT) nella città di Hiroshima, prefettura di Hiroshima, in Giappone.
È stata la prima compagnia ferroviaria delle regioni di Chūgoku e Shikoku a introdurre le biglietterie automatiche. La linea conta 22 stazioni ed è utilizzata in media da circa 65.000 passeggeri al giorno (nel 2017).

## Storia
Nel 1986 la città di Hiroshima decise di costruire una metropolitana automatica per servire le parti nord-occidentali della città in rapido sviluppo e l’anno successivo fu fondata una società del terzo settore per gestire la metropolitana. Il traffico sulla linea è iniziato il 20 agosto 1994. Il soprannome della linea è "Linea Astram", una combinazione della parola giapponese asu ("domani") e della parola inglese Tram, è stato scelto come soprannome della linea su suggerimento dei cittadini.
Il marchio utilizza 16 cerchi disposti in modo regolare. I cerchi rappresentano "la vita, la terra e la pace", e la disposizione regolare dei cerchi rappresenta "un raduno di persone e di cuori" e "sicurezza e conforto". Il colore è generalmente arancione, ma sulla fiancata della carrozzeria e sui cartelli d'ingresso della stazione, dove lo sfondo è arancione, viene disegnato un cerchio nero.
Una nuova Stazione di Shin-Hakushima è stata aperta sulla linea nel 2015, con uno scambio con la linea principale San'yō della JR Nishi-Nihon

## Linee ferroviarie
Trasporto rapido di Hiroshima gestisce la linea Astram che va dal centro di Hiroshima dalla stazione Hondōri ai sobborghi settentrionali e nordoccidentali della città fino alla stazione Kōiki-kōen-mae. Il tratto in centro, lungo 1,9 chilometri, è costruito in un tunnel, altrimenti la linea corre su un ponte.